# Кислянское
Кисля́нское — село в Юргамышском районе Курганской области. Административный центр Кислянского сельсовета.

## История
До 1917 года центр Кислянской волости Челябинского уезда Оренбургской губернии. По данным на 1926 год состояло из 349 хозяйств. В административном отношении являлось центром Кислянского сельсовета Юргамышского района Курганского округа Уральской области.

## Население
| 1989 | 2002 | 2010 |
| ---- | ---- | ---- |
| 895  | ↗992 | ↘895 |

По данным переписи 1926 года в селе проживало 1893 человека (870 мужчин и 1023 женщины), в том числе: русские составляли 100 % населения.